# Amphiporus multihastatus
Amphiporus multihastatus är en djurart som tillhör fylumet slemmaskar, och som beskrevs av Louis Joubin 1910. Amphiporus multihastatus ingår i släktet Amphiporus och familjen Amphiporidae. Inga underarter finns listade i Catalogue of Life.